# Agonandra racemosa
Agonandra racemosa là một loài thực vật có hoa trong họ Opiliaceae. Loài này được (DC.) Standl. mô tả khoa học đầu tiên năm 1920.